# لغات وسط السودان
لغات وسط السودان هي عائلة مكونة من حوالي ستين لغة تم تضمينها في عائلة اللغة النيلية الصحراوية المقترحة. يتم التحدث بلغات وسط السودان في جمهورية إفريقيا الوسطى، تشاد، جنوب السودان، أوغندا، الكونغو (جمهورية الكونغو الديمقراطية) والكاميرون . وتشمل هذه لغات البيغمي.
يقترح بلينش (2011) أن وسط السودان قد أثر على تطور نظام الأسماء المميزة للغات النيجر والكونغو .

## تصنيف
يتم قبول نصف دزينة من لغات وسط السودان بشكل عام باعتبارها صالحة. وهي تنقسم عادة إلى فروع شرقية وغربية.

### ستاروستين (2016)
ستاروستين Starostin  يجد تأييدا لسودانية الشرقية والوسطى ( يندو، مانغبيتو، اللوغبارا، وما إلى ذلك، وتتركز في الركن الشمالي الشرقي من جمهورية الكونغو الديمقراطية) ولكن ليس لتقسيم الغربي، والتي ستشمل بونغو-باجيرمي وكريش المنتشرة في أنحاء تشاد وجمهورية جنوب السودان.

### بندر (1992)
قام ليونيل بندر (1992) بتصنيف لغات وسط السودان على النحو التالي، مع تحول وسط السودان إلى فرع محيطي وفرع مركزي .
وسط السودان
- محيطي
  - مورو ماضي 
    - مورو (ميزا، إلخ) )
    - أفيكايا، شعار، كيليكو
    - مادي (لوكاي، إلخ) )

  - مانجبوتو : مامفو ؛ باليز
  - مانغبيتو : ميجي، أسوا، أكا، لومبي
  - لغات كريش : كريش ؛ أجا
  - بادها ( AKA باليدها، ليندو )
- وسط
  - باجيرمي-سارة 
    - بارما (باجيرمي)
    - سارة-مباي
    - سارة نجامباي، سارة كابا
    - باقة

  - يولو بينغا
  - فونغورو
  - شيميا ( سنيار )
  - بونغويد 
    - بونغو
    - فير (كارا)
    - مودو، جور بيلي

## روابط خارجية
- خريطة وسط السودان